# 4233-as busz
A 4233-as jelzésű autóbusz helyközi autóbuszjárat Nyíregyháza és Sényő között, Nyírpazony érintésével, melyet a Volánbusz Zrt. lát el.

## Közlekedése
A járat Szabolcs-Szatmár-Bereg vármegye székhelyét, Nyíregyházát köti össze a gyakorlatilag elővárosnak számító, a várostól északkeletre fekvő Sényővel, Nyírpazony és Nyírtura érintésvel, egyes járatai a két település valamelyikében végállomásoznak. A települések között nincs vasúti kapcsolat, így értékesnek mondható. Sok járat csak Nyírpazonyig, vagy innen visszafele közlekedik. Napi fordulószáma átlagosnak mondható.

## Megállóhelyei
| 0  | Nyíregyháza, autóbusz-állomás végállomás | 24 | 1, 1A, 2, 2Y, 3, 4, 4Y, 6, 16, 24, 40, H31, H31X, H31Y, H32, H33, H35, H40, H40L 1059, 1341, 1369, 1370, 1424, 1426, 1427, 1446, 1449, 3881, 3887, 4200, 4201, 4202, 4203, 4205, 4206, 4207, 4208, 4209, 4210, 4211, 4212, 4213, 4214, 4215, 4216, 4217, 4218, 4219, 4220, 4221, 4222, 4224, 4225, 4231, 4232, 4234, 4235, 4236, 4237, 4238, 4239, 4240, 4243, 4253, 4303, 4304 |
| 1  | Nyíregyháza, konzervgyár                 | ∫  | 1, 1A, 2, 2Y, 4, 4Y, 12, 14, 14F, H32, H40 1341, 1370, 1424, 4200, 4201, 4202, 4203, 4205, 4206, 4212, 4214, 4234, 4236, 4239, 4240 |
| ∫  | Nyíregyháza, Mező utca 5.                | 23 | 2, 2Y, 4, 4Y, 12, 14, 14F, 17, 17T, 19, 23, 23G, 40, H40 4200, 4201, 4202, 4203, 4205, 4206, 4207, 4212, 4214, 4234, 4236 |
| 2  | Nyíregyháza, Vay Ádám körút              | 22 | 2, 2Y, 4, 4Y, 13, 14, 14F, 17, 17T, 23, 23G, H32, H33 3887, 4205, 4206, 4207, 4208, 4215, 4219, 4220, 4222, 4225, 4234, 4236, 4238, 4253 |
| 3  | Nyíregyháza, Pazonyi tér                 | 21 | 5, 7, 14, 14F, 15, 18, 18A, H33 4205, 4206, 4207, 4208, 4234, 4236, 4253 |
| 4  | Nyíregyháza, Nád utca                    | 20 | 4205, 4206, 4207, 4234, 4236 |
| 5  | Nyíregyháza, Bevásárlóközpontok          | 19 | 18, H33 3887, 4205, 4206, 4207, 4208, 4234, 4236, 4253 |
| 6  | Nyíregyháza, lovasiskola                 | ∫  | H33 4205, 4206, 4234, 4236 |
| 7  | Nyíregyháza, Kőlapos bejárati út         | 18 | H33 4205, 4206, 4207, 4234, 4236 |
| 8  | Nyíregyháza, Mikó tanya                  | 17 | 4205, 4206, 4207, 4234, 4236 |
| 9  | Nyírpazony, alsó                         | 16 | 4205, 4206, 4207, 4234, 4236 |
| 10 | Nyírpazony, kenyérbolt                   | 15 | 4234, 4236 |
| 11 | Nyírpazony, sportpálya                   | 14 | 4234, 4236 |
| 12 | Nyírpazony, Fő tér                       | 13 | 4234, 4236 |
| 13 | Nyírpazony, cukrászda                    | 12 | 4236 |
| 14 | Nyírpazony, autóbusz-forduló             | 11 | 4236 |
| 15 | Nyírpazony, Árpád utca 26.               | 10 | 4234, 4236 |
| 16 | Nyírpazony, felső                        | 9  | 4205, 4206, 4207, 4234, 4236 |
| 17 | Nyírtura, szőlők                         | 8  | 4205, 4206, 4207, 4234 |
| 18 | Nyírtura, alsó                           | 7  | 4205, 4206, 4207, 4234 |
| 19 | Nyírtura, autóbusz-váróterem             | 6  | 3887, 4205, 4206, 4207, 4208, 4234, 4253 |
| ∫  | Nyírtura, autóbusz-forduló               | 5  | 4205 |
| 20 | Nyírtura, autóbusz-váróterem             | 4  | 3887, 4205, 4206, 4207, 4208, 4234, 4253 |
| 21 | Nyírtura, Tsz. major                     | 3  | 4205, 4206, 4234 |
| 22 | Sényő, temető                            | 2  | 4205, 4206, 4234 |
| 23 | Sényő, községháza                        | 1  | 4205, 4206, 4234 |
| 24 | Sényő, autóbusz-forduló végállomás       | 0  | 4205, 4206, 4234 |